# Herbert Neuhauser
Herbert Neuhauser (* 1939; † 28. März 2018) war ein österreichischer Basketballschiedsrichter.

## Laufbahn
Neuhauser begann in den 1950er Jahren beim Wiener Arbeiter Turn- und Sportverein – Gruppe Landstraße (WAT Landstraße) mit dem Basketball.
Als Schiedsrichter leitete er Spiele in der Basketball-Bundesliga sowie ab 1978 für mehr als zehn Jahre auch auf internationalem Niveau für den europäischen Basketballverband FIBA Europa.